# Witold Horodyński
Witold Horodyński (ur. 4 grudnia 1865 w majątku Niedźwiadka k. Łukowa, zm. 1 grudnia 1954 w Siedlcach) – lekarz chirurg, tytularny generał brygady Wojska Polskiego.

## Życiorys
Był synem Witolda Eustachego, ziemienina, i Zofii z Krzywoszewskich. W latach 1877–1884 uczył się w gimnazjum w Warszawie, a następnie studiował medycynę na Cesarskim Uniwersytecie Warszawskim. W 1889 uzyskał dyplom lekarza medycyny. 6 grudnia 1898 po raz pierwszy w Polsce przeprowadził operację polegającą na zaopatrzeniu kłutej rany serca. Wynik był niepomyślny – operowana przez niego pacjentka zmarła w 22 dniu po zabiegu. W 1900 pogłębiał wiedzę lekarską w klinice chirurgicznej w Dublinie.
21 czerwca 1919 roku, jako lekarz cywilny, został przyjęty do Wojska Polskiego w randze majora lekarza i zatwierdzony na stanowisku starszego ordynatora Szpitala Zapasowego Nr 1 w Warszawie. Następnie pełnił służbę w Szpitalu Ujazdowskim na stanowisku starszego ordynatora i kierownika naukowego Oddziału Chirurgii. Zatrzymany w służbie czynnej do października 1923. Z dniem 31 października 1923 został przeniesiony w stan spoczynku w stopniu tytularnego generała brygady.
Mieszkał w Warszawie przy ulicy Nowogrodzkiej 34. Praktykował, jako lekarz kontraktowy, w Oddziale Chirurgicznym 1 Szpitala Okręgowego im. marszałka Piłsudskiego w Warszawie przy ulicy 6 Sierpnia 33/35.
W czasie kampanii wrześniowej uczestniczył w obronie Warszawy, jako lekarz szpitala polowego. Do sierpnia 1944 praktykował w Szpitalu Ujazdowskim jako starszy ordynator Oddziału Chirurgii.
W poniedziałek 28 sierpnia 1944 Niemcy kazali wszystkim pracownikom sanitarnym zaraz opuścić Warszawę. Opiekę nad pozostałymi chorymi i rannymi przejął dr. Horodyński, który w końcu października 1944 ewakuował ich do jednego ze szpitali w Krakowie niemieckim pociągiem sanitarnym. Po krótkim pobycie pod Krzeszowicami, we wrześniu 1944 razem z żoną zamieszkał w Siedlcach. W Siedlcach podjął pracę w Ubezpieczalni Społecznej. Zmarł 1 grudnia 1954 w Siedlcach. Pochowany 4 grudnia 1954 na Cmentarzu Powązkowskim w Warszawie (kwatera 284a wprost-6-29).

## Ordery i odznaczenia
- Krzyż Komandorski Orderu Odrodzenia Polski (28 kwietnia 1926)[9]
- Krzyż Walecznych
- Złoty Krzyż Zasługi (trzykrotnie: 13 maja 1933[10], 19 marca 1937[11], 25 lutego 1939[12])